# Vårdinnovation Sverige
Vårdinnovation Sverige AB är ett svenskt företag som bildades 2018 för att utveckla och marknadsföra IT-stöd inom hälsa och sjukvård. Företaget försattes i konkurs den 21 januari 2021.

## Historik
Bolaget bildades den 26 mars 2018 och registrerades 11 maj samma år med angiven verksamhetsbeskrivning att bland annat arbeta med "... marknadsföring och försäljning av hälsoartiklar, medicinska samt medicintekniska produkter, databaserad programvara och konsulttjänster gällande IT- och elektronikverksamhet primärt inom medicinsk forskning, hälsa och sjukvård, marknadsföring, försäljning, distribution och service av diagnostiska system och produkter för laboratoriebruk samt utveckla, försälja och finansiera IT-stöd i form av tjänster och produkter ...".
Företaget vann 2018 en upphandling hos Region Skåne med ett nytt digitalt verktyg, "Vårdexpressen", med syfte att förenkla mottagandet av vårdcentralernas patienter. I januari 2020 valde Region Skåne att avbryta samarbetet med leverantören då det framkommit uppgifter om oklarheter i upphandlingen av it-systemet. Kort därefter avbröt även Västra Götalandsregionen samarbetet, där Region Skåne fått fullmakt att sköta upphandlingen för ett avtal värt cirka 600 miljoner under åtta år. Trots dessa avhopp fullföljde Region Dalarna sin upphandling av it-stödet "Vårdexpressen" i oktober 2020, som dock hävdes i januari 2021 när leverantören försatts i konkurs.
Utredningen av upphandlingen hos Region Skåne ledde till att fyra personer, en representant för Vårdinnovation samt tre regionanställda, i mars 2021 åtalades för mutbrott och oegentligheter. Bland annat ska anställda i regionen haft hemlig kontakt med en ledande person på företaget under upphandlingen.
I maj 2021 dömde tingsrätten Vårdinnovations VD till tre års fängelse för givande av muta samt medhjälp till grov trolöshet mot huvudman, medan två regionanställda dömdes till fängelse för grov trolöshet mot huvudman, den ene även för mutbrott. De dömda ska även betala 20 miljoner i skadestånd till Region Skåne samt 8 miljoner till Västra Götalandsregionen. En regionanställd frikändes.
Rättegången fick tas om i mars 2022 då försvaret åberopat jäv hos en av nämndemännen. Vid den nya rättegången blev utfallet snarlikt, dock fick Vd:n sitt straff skärpt från tre till fyra års fängelse för medhjälp till grov trolöshet mot huvudman och grovt givande av muta, men fick sitt näringsförbud förkortat med två år till fem år. De två tidigare regiontjänstemännen fick sina fängelsedomar för grov trolöshet mot huvudman och grovt tagande av muta förlängda från 2 år till 3 år och 6 månader.

### Kommunikationschefen "Sara Johansson"
Flera medier som försökte få kontakt med företaget hänvisades till en kommunikationschef "Sara Johansson" som skötte alla kontakter via mail. Personen hade en LinkedIn-profil med en angiven karriär. Det har senare visats att personen inte fanns i verkligheten utan var "ett gemensamt kommunikationskonto", och att LinkedIn-profilen innehöll en påhittad karriär och en anonymiserad datorgenererad porträttbild.